# Probióticos infantiles
El uso de probióticos en la población infantil ocurre principalmente para el tratamiento y la reducción de riesgos de infecciones gastrointestinales. Los alimentos probióticos contienen microorganismos vivos promovidos con aseveraciones de que brindan beneficios para la salud cuando se consumen, generalmente al mejorar o restaurar la flora intestinal. Se administran probióticos de manera aislada o en combinación con la alimentación basada en la edad de la niña o niño.
Los probióticos se consideran generalmente seguros para consumir, pero pueden causar interacciones bacteria-huésped y efectos secundarios no deseados en casos infrecuentes. Hay poca evidencia de que los probióticos aporten los beneficios para la salud que se les atribuyen.

## Efectos en la salud
Los probióticos son beneficiosos en la prevención de infecciones gastrointestinales agudas en lactantes y niños sanos.

### Diarrea
Dado que muchos métodos de prevención de la diarrea tienen efectos adversos (como la angiogénesis intususceptiva con el uso de la vacuna contra el rotavirus), la comunidad científica ahora están recurriendo a probióticos con la esperanza de utilizarlos como suplemento para tratar la diarrea infecciosa aguda.  En una revisión que cubrió 34 ensayos enmascarados, aleatorizados y controlados con placebo relacionados con la diarrea y los probióticos, se concluyó que hubo una reducción general del 52% en la diarrea asociada a antibióticos, una reducción del 8% en la diarrea del viajero y una reducción del 34% en otros tipos de diarrea aguda. Estos números reflejan un efecto protector contra la diarrea en sujetos que incluyen tanto a adultos como a niños. En cuanto a los niños (<18 años), siete de los 12 ensayos realizados en un entorno de atención médica mostraron una reducción de la diarrea aguda del 57%. No hubo diferencias significativas en el efecto protector de las cepas, a saber, Saccharomyces boulardii, Lactobacillus rhamnosus GG, Lactobacillus acidophilus, y Lactobacillus bulgaricus.
En una revisión en 2007 que incluyó a madres y niños de uno a 48 meses con diarrea aguda se encontró que los probióticos eran efectivos para tratar la diarrea infecciosa aguda en niños ya que facilitan la creación de una barrera segura y eficaz frente a microorganismos patógenos y contribuyen a la maduración del tejido linfático. Una revisión de 2002 mostró que Lactobacillus redujo la duración promedio de la diarrea aguda en 0,7 días y la frecuencia de las deposiciones en 1,6 en el segundo día de tratamiento. La dosis fue más eficaz en más de diez mil millones de unidades formadoras de colonias de Lactobacillus durante las primeras 48 horas de diarrea. Además, ha habido evidencia que muestra que los probióticos pueden prevenir la gastroenteritis en niños y bebés (también conocida como gripe estomacal), que también puede causar diarrea.

#### Diarrea asociada a antibióticos

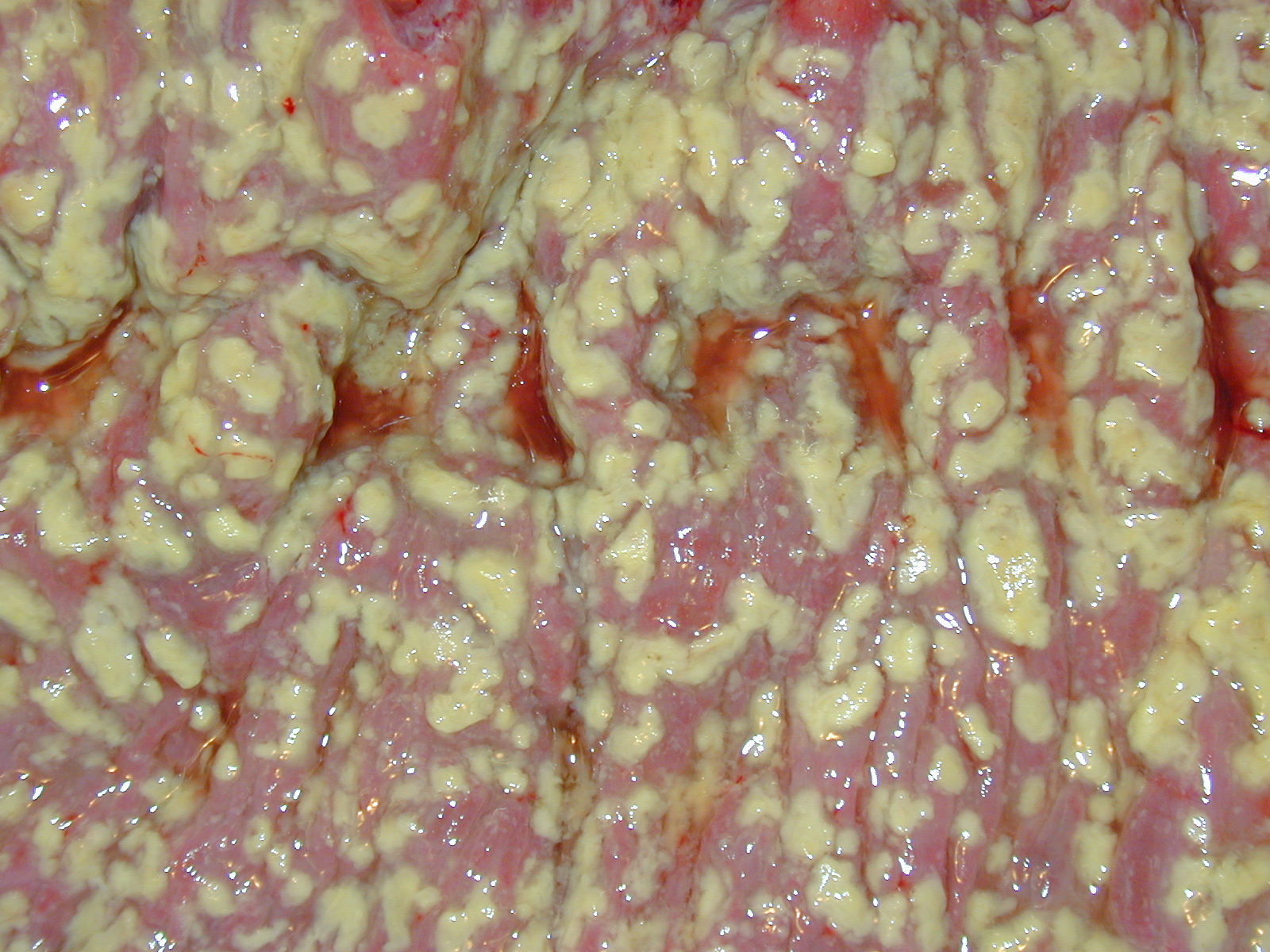
colitis pseudomembranosa

Esta enfermedad generalmente se puede explicar por Clostridium difficile, una bacteria que a veces puede causar una diarrea severa conocida como colitis pseudomembranosa. En una revisión de seis ensayos relacionados con la diarrea asociada a antibióticos en 766 niños de un mes a seis años, hubo una reducción general de la diarrea asociada a antibióticos (DAA) cuando los niños recibieron probióticos. Se observó que la reducción, en comparación con el placebo, fue del 28,5% al 11,9%; de hecho, cuando los pacientes recibieron probióticos junto con su dosis de antibióticos, un paciente menos desarrollaría DAA de cada siete. Los antibióticos administrados a los niños en los ensayos incluyeron amoxicilina, penicilina y eritromicina. La evidencia sugiere que S. boulardii es mejor para prevenir la DAA en niños, ocupando el segundo lugar Lactobacillus GG, y una mezcla de S. thermophilus y B. lactis ocupando relativamente el último lugar. No se puede llegar a ninguna conclusión sobre cómo los probióticos pueden reducir el riesgo de DAA por cualquier tipo específico de antibiótico.
Uno de los mecanismos propuestos de cómo los probióticos protegen de la DAA es regulando la composición de los organismos en los intestinos. Los estudios que involucran a L. acidophilus y Bifidobacterium sugieren que estos microbios inhiben el crecimiento de bacterias anaeróbicas facultativas, que tiende a aumentar durante el tratamiento con antibióticos. Como resultado, se ve que los probióticos pueden alterar y prevenir cambios en la microflora intestinal causados por antibióticos.

#### Diarrea viral

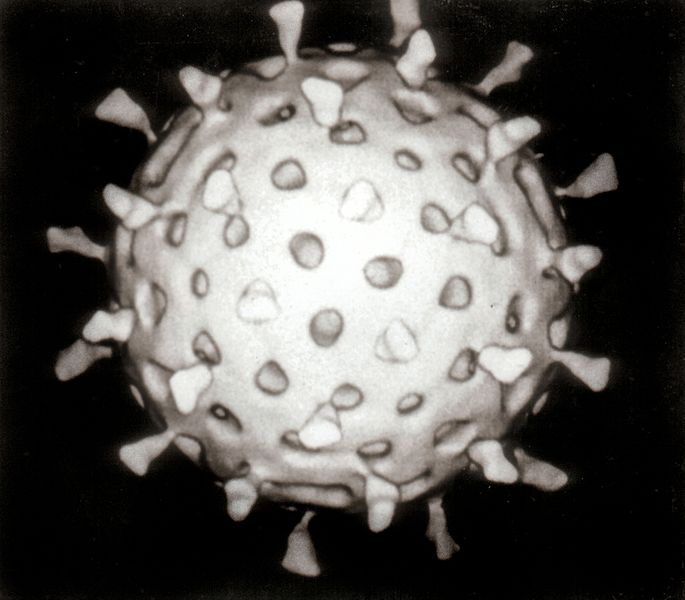
Un modelo tridimensional de Rotavirus.

La diarrea viral se refiere al tipo de diarrea causada por un rotavirus, un virus que a menudo afecta a niños pequeños y bebés. Un metaanálisis de nueve estudios realizados anteriormente (esos estudios se llevaron a cabo en Canadá, Tailandia y Finlandia) ha demostrado que ciertos tipos de probióticos también son eficaces para tratar la diarrea viral en niños hospitalizados. Los sujetos de esos estudios tenían entre uno y más de 36 meses de edad. Los resultados del estudio mostraron que la duración de la enfermedad se redujo en 0,7 días en promedio cuando se colocó a los niños en terapia con Lactobacillus.
Aunque todavía se desconoce en gran medida cómo los probióticos hacen esto, actualmente se han propuesto dos mecanismos. El primer mecanismo sugiere que los lactobacilos aumentan el desarrollo de mucinas intestinales (proteínas gliosiladas),que en consecuencia protegen al cuerpo de las infecciones intestinales.

#### Diarrea persistente
Una revisión de 2013 sugirió que los probióticos son efectivos para tratar la diarrea persistente en los niños, aunque se necesita más investigación. La diarrea persistente es un episodio que comienza de forma aguda pero luego dura 14 días o más; en los países en desarrollo es una causa importante de morbilidad y mortalidad en los niños menores de cinco años. El estudio mostró una reducción de la duración media de cuatro días y una estancia hospitalaria más corta; la frecuencia de las deposiciones se redujo al quinto día.

### Alergia
Los probióticos se administran comúnmente a las madres que amamantan y a sus hijos pequeños para prevenir el eccema, pero existen algunas dudas sobre la solidez de la evidencia que respalda esta práctica.

## Seguridad
"Las correlaciones documentadas entre las infecciones sistémicas y el consumo de probióticos son pocas y todas ocurrieron en pacientes con afecciones médicas subyacentes". En raras ocasiones, el consumo de probióticos puede causar bacteremia, fungemia y sepsis en niños con sistemas inmunitarios debilitados que ya están gravemente enfermos. No hay efectos adversos por la ingestión de Lactobacillus.